# Ausztriai törökök
Ausztriai törökök, az Ausztriában élő török nemzetiségű emberek, akik a második legnépesebb nemzetiségi csoportnak számítanak Ausztriában.

## Történelem
Az 1960-as években robbanásszerűen fejlődött a gazdaság Ausztriában, ám komoly munkaerőhiány volt. A helyzetet Josef Klaus kancellár kormánya úgy oldotta meg, hogy vendégmunkásokat toborzott a munkaerőhiány megszüntetésére. A törökök jelentős számban 1964 után érkeztek, amikor Ausztria egy Törökországgal kötött egyezmény értelmében török vendégmunkásokat toborzott.  A legtöbb török vendégmunkás ugyanakkor Ausztriában akart letelepedni és családot alapítani.
1970-es években az osztrák kormány az olajárrobbanás hatására felfüggesztette az újabb vendégmunkások toborzását és sok már letelepült török vendégmunkást toloncoltak ki az országból. 1975-ben A külföldiek foglalkoztatásáról szóló törvényt meghozták. Emellett az osztrák kormány pénzügyi ösztönzéssel próbálta rávenni a vendégmunkásokat, hogy térjenek vissza hazájukba. Ennek ellenére az 1980-as években az újra növekvő gazdaság miatt a török vendégmunkások visszatértek Ausztriába.

## Demográfia
A török bevándorlók jelentős számú kisebbséget alkotnak az osztrák népesség körében. A 2001-es népszámlálási adatok szerint Ausztriában 127.226 fő volt török állampolgárságú. (Ez a teljes népesség 1,6%-a). Ebből 39.119 fő Bécs, 19.911 Alsó-Ausztria, 18.838 fő Vorarlberg, 17.226 fő Felső-Ausztria, 16.017 Tirol, 8.800 Salzburg, 4.793 Stájerország, 1.280 Burgenland és 1.192 Karintia tartományokban éltek.
A török származású emberek számát 200-300 ezer fő körülire becsülik, akik közül 40 ezer főre becsülik az illegálisan Ausztriában élő törökök számát. Az ausztriai muszlimok jelentős számát a törökök teszik ki.
| Török állampolgárok Ausztriában az Osztrák Statisztikai Hivatal adatai szerint | Török állampolgárok Ausztriában az Osztrák Statisztikai Hivatal adatai szerint |
| Év                                                                             | Népességszám                                                                   |
| ------------------------------------------------------------------------------ | ------------------------------------------------------------------------------ |
| 1951                                                                           | 112                                                                            |
| 1961                                                                           | 217                                                                            |
| 1971                                                                           | 16.423                                                                         |
| 1981                                                                           | 59.900                                                                         |
| 1991                                                                           | 118.579                                                                        |
| 1997                                                                           | 132.737                                                                        |
| 1998                                                                           | 131.729                                                                        |
| 1999                                                                           | 127.533                                                                        |
| 2000                                                                           | 126.995                                                                        |
| 2001                                                                           | 127.226                                                                        |
| 2002                                                                           | 127.018                                                                        |
| 2003                                                                           | 122.931                                                                        |
| 2004                                                                           | 116.882                                                                        |
| 2005                                                                           | 113.635                                                                        |
| 2006                                                                           | 108.808                                                                        |
| 2007                                                                           | 109.716                                                                        |

### Születések átlagos száma
| Időtartam | Osztrákok | Más nemzetiségűek | Törökök |
| --------- | --------- | ----------------- | ------- |
| 1984–1989 | 1,43      | 2,22              | 3,70    |
| 1990–1994 | 1,41      | 2,21              | 3,09    |
| 1995–1999 | 1,31      | 2,06              | 2,63    |
| 2000–2004 | 1,29      | 2,04              | 2,92    |
| 2014      | 1,366     | 2,259             | 2,440   |

## Híres ausztriai törökök

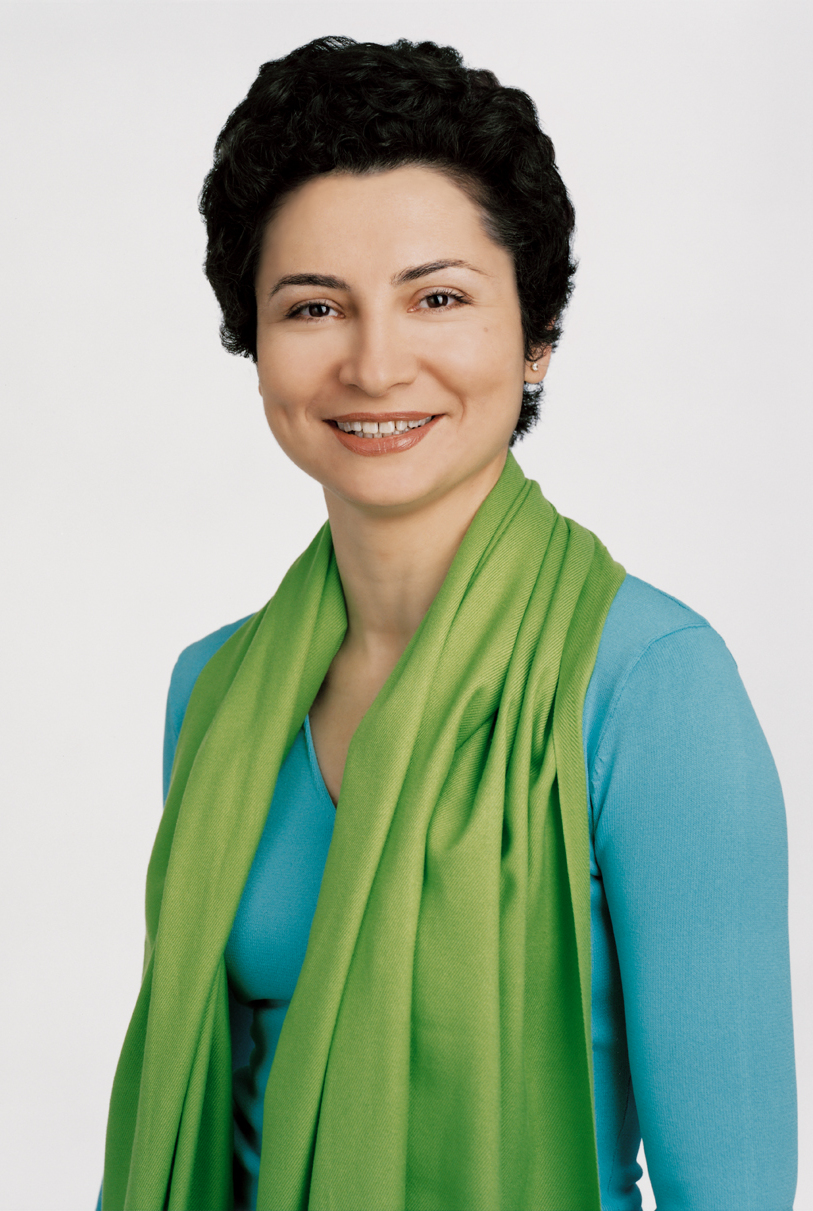
Alev Korun
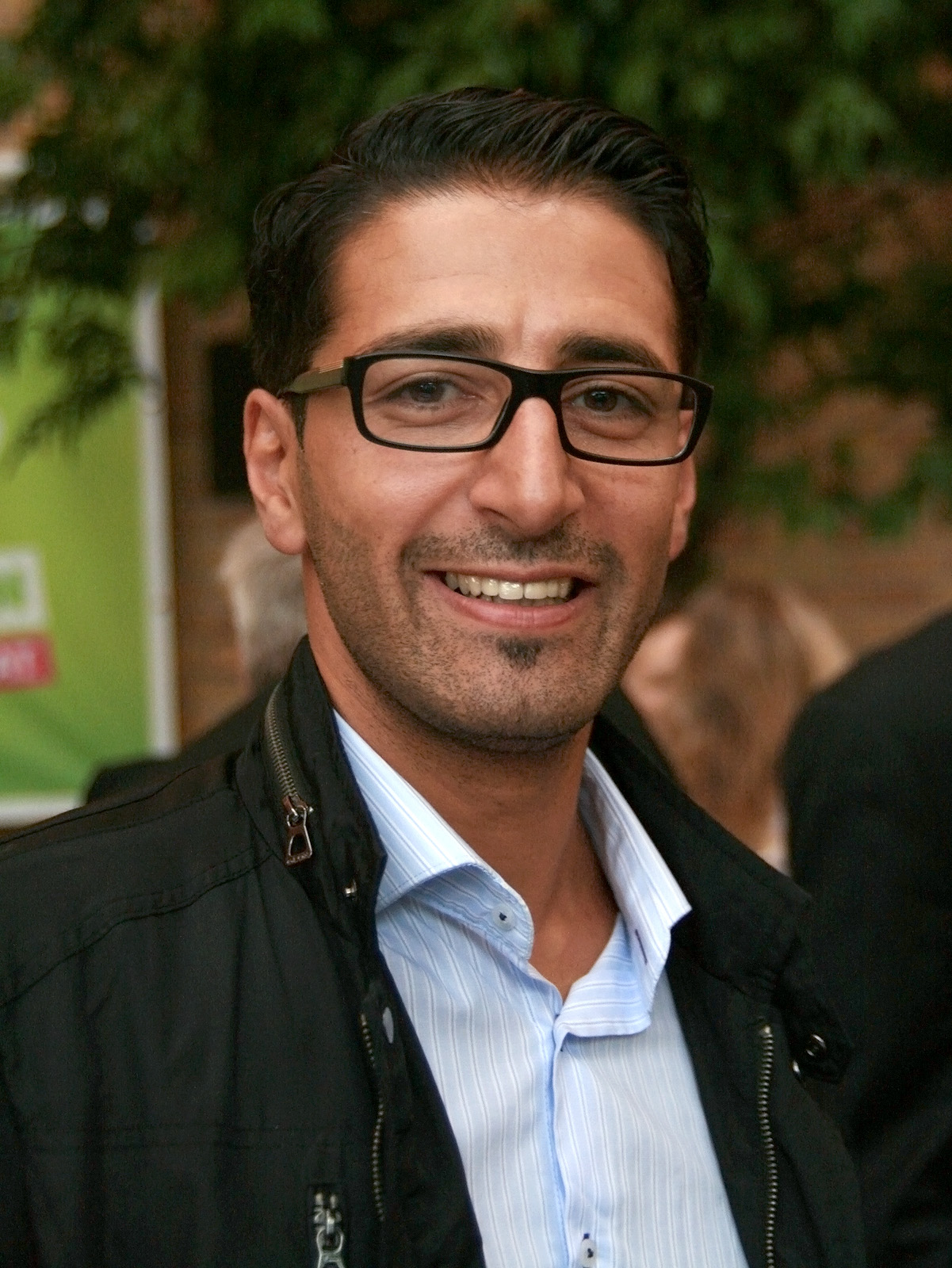
Efgani Dönmez
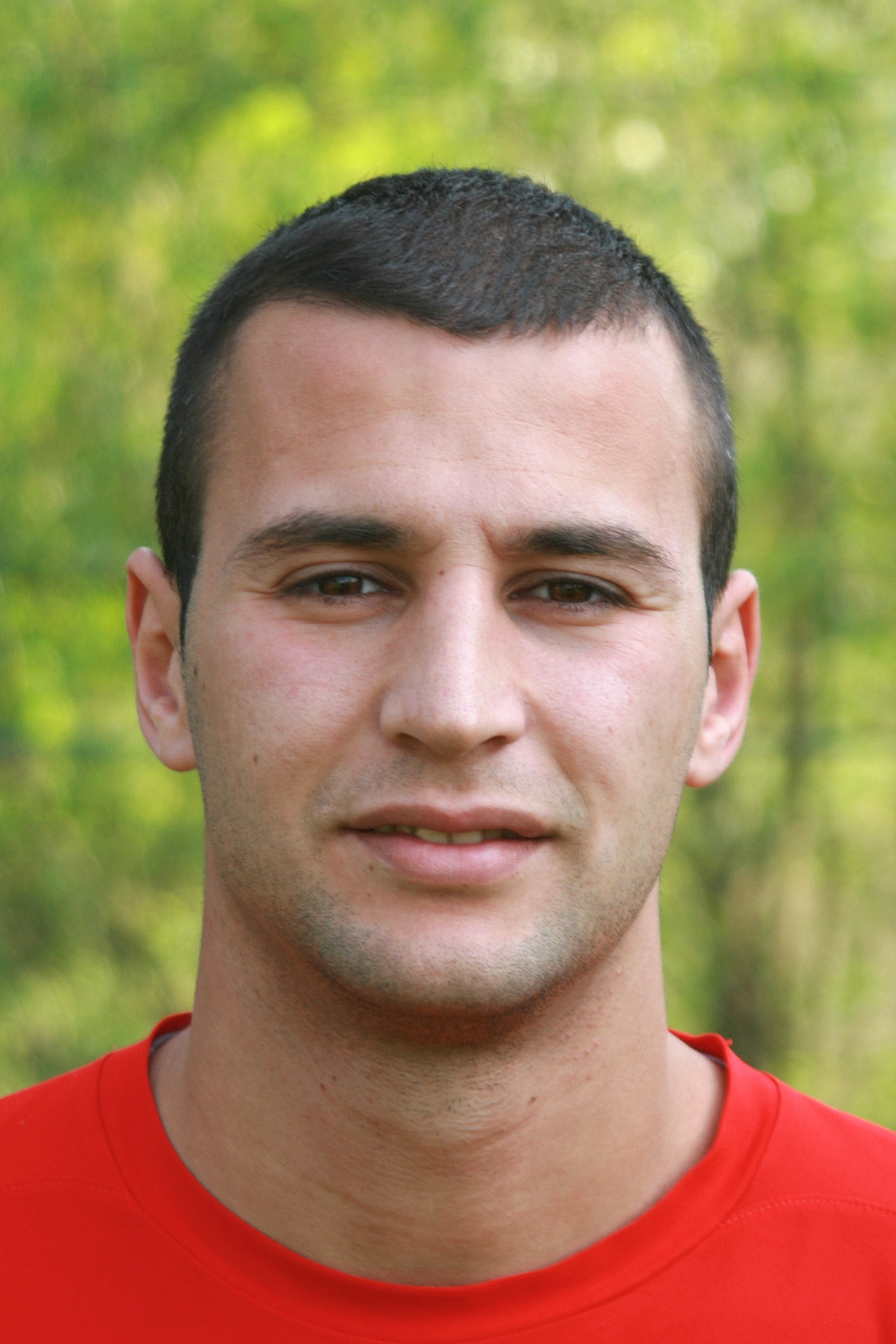
Cem Atan
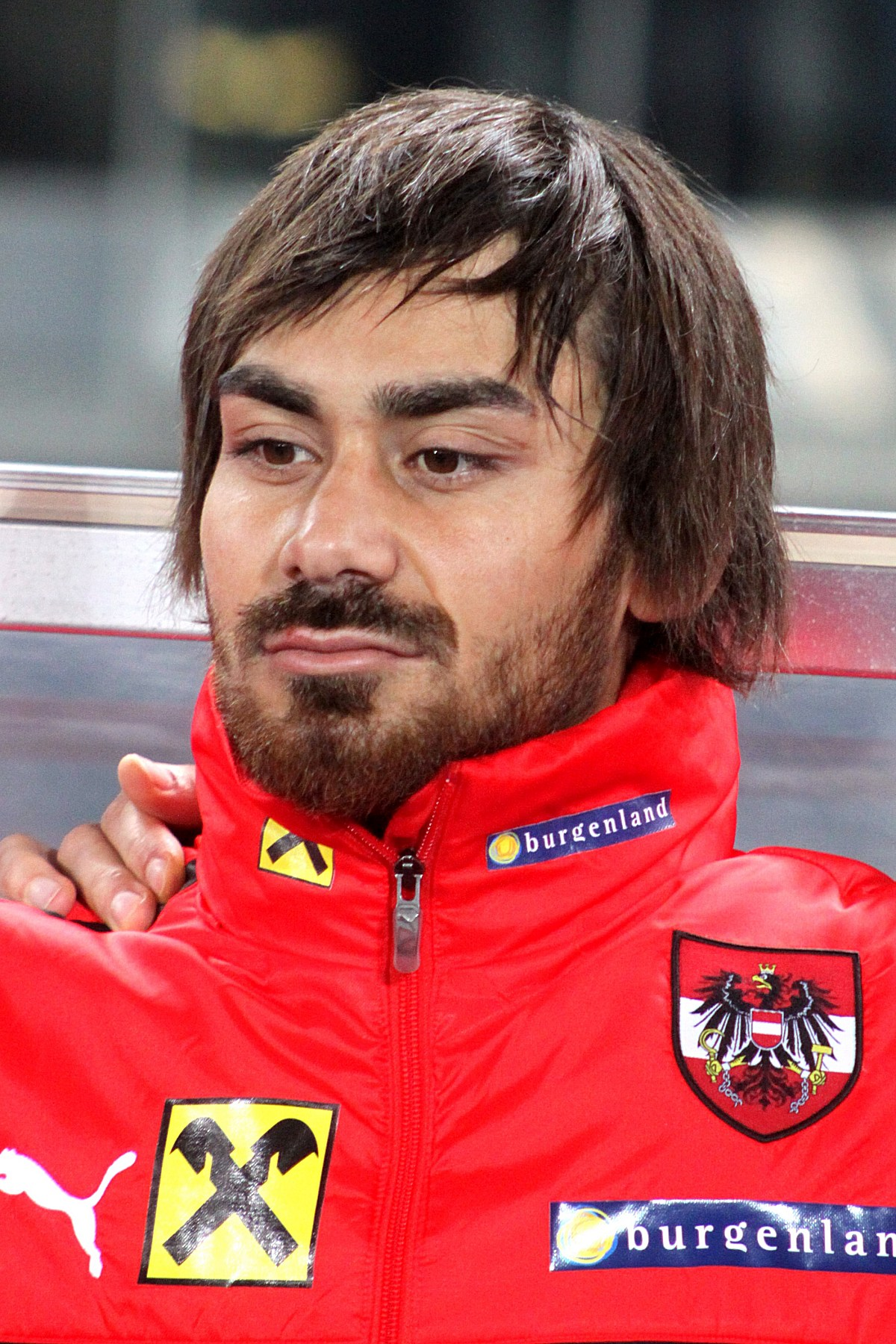
Veli Kavlak
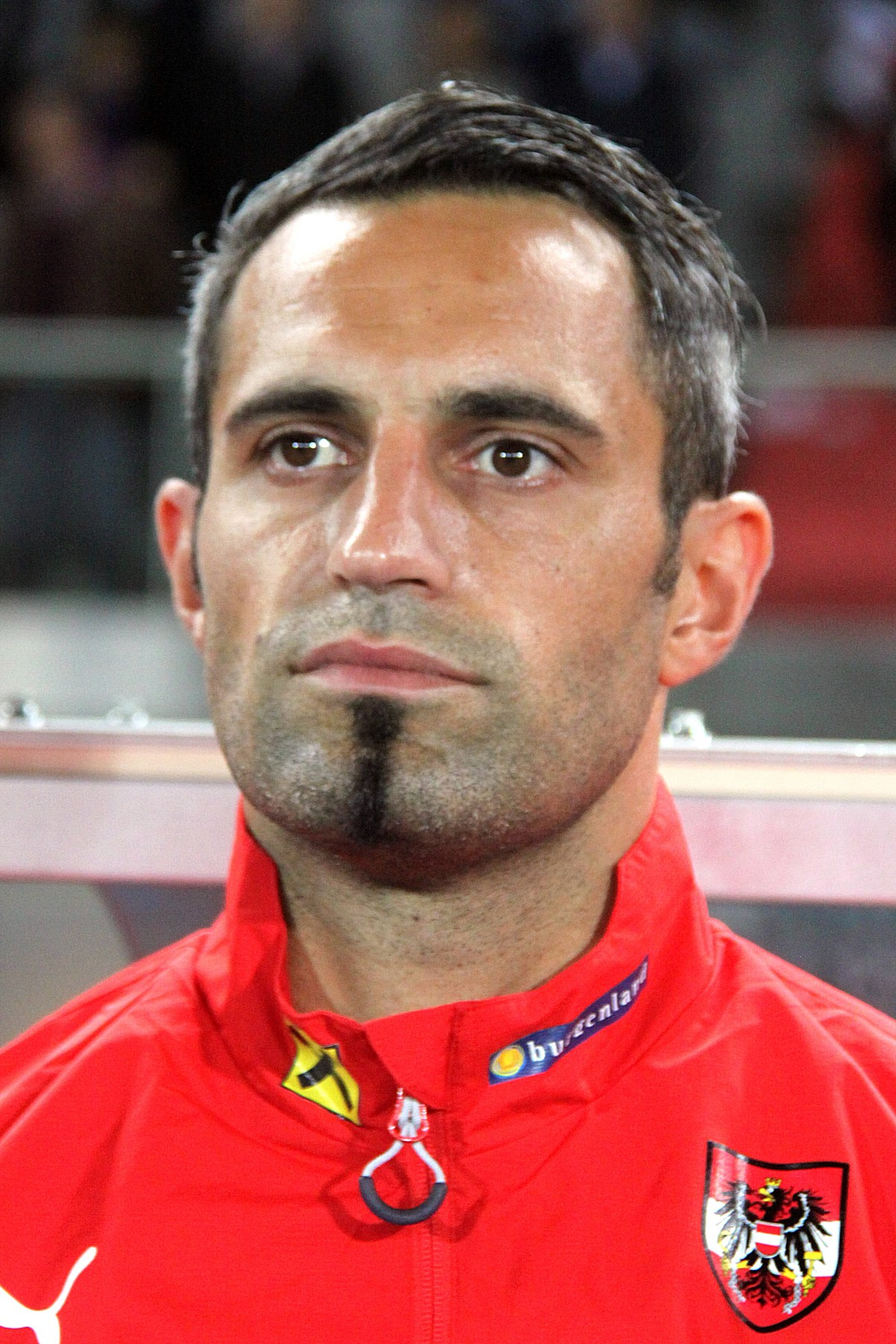
Ramazan Özcan
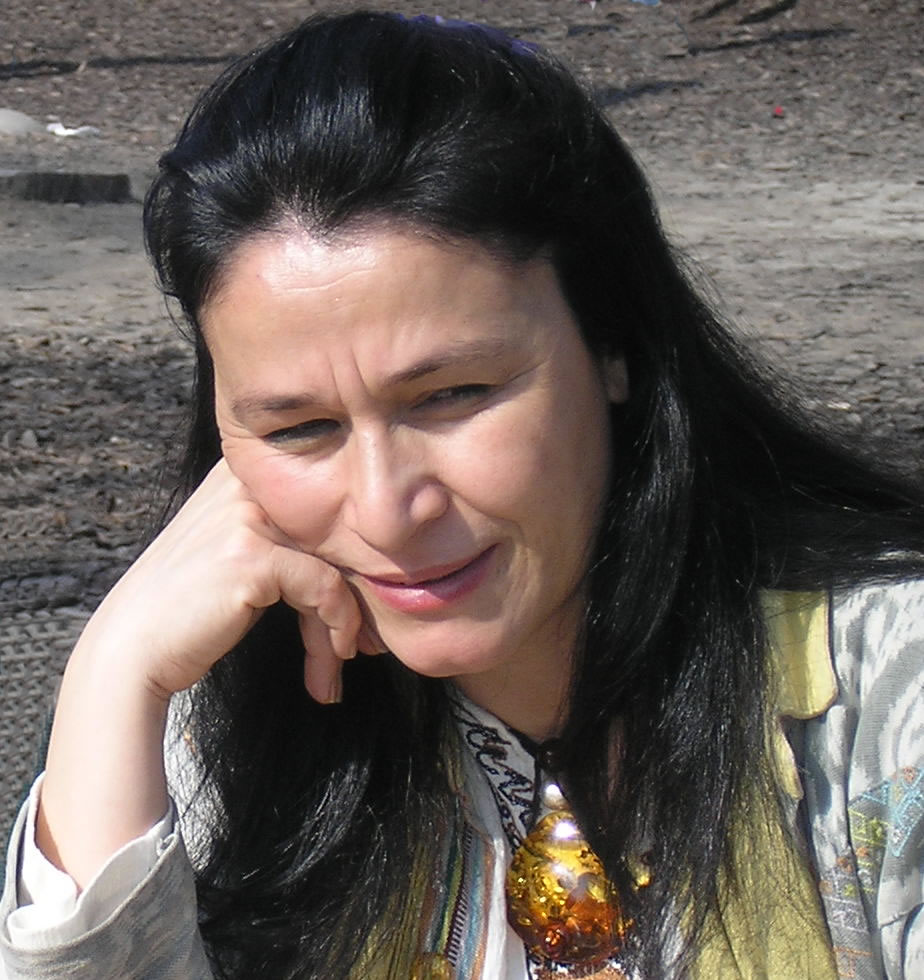
Emel Heinrich

- Alev Korun, Osztrák Zöld Párt parlamenti képviselője
- Efgani Dönmez, Osztrák Zöld Párt parlamenti képviselője
- Taner Ari, labdarúgó
- Cem Atan, labdarúgó
- Veli Kavlak, labdarúgó
- Ramazan Özcan, labdarúgó
- Tanju Kayhan, labdarúgó
- Emel Heinrich, színésznő, filmrendező
- Cevdet Caner, vállalakozó
- Aylin Kösterük, modell

## Fordítás
- Ez a szócikk részben vagy egészben  a   Türken in Österreich című német Wikipédia-szócikk ezen változatának fordításán alapul.  Az eredeti cikk szerkesztőit annak laptörténete sorolja fel. Ez a jelzés csupán a megfogalmazás eredetét és a szerzői jogokat jelzi, nem szolgál a cikkben szereplő információk forrásmegjelöléseként.